# 湯坪温泉
湯坪温泉（ゆつぼおんせん）は、大分県玖珠郡九重町（旧国豊後国）にある温泉。九重九湯のひとつに数えられている。

## 概要
九重連山の北西に位置する涌蓋山（わいたさん）の東麓、玖珠川上流の湯坪川沿いにある温泉。近くに大岳地獄があり、古くから自然の温泉が湧出する地であったが、昭和50年代に地元の農家が民宿を始めたのをきっかけに、現在では約20軒の民宿が集まる温泉地となっている。民宿が多いことから「湯坪民宿村」とも呼ばれる。手頃な宿泊料金や、新鮮な野菜や山菜が人気を集めている。

## 泉質
- 硫黄泉、単純温泉
  - 泉温：45 - 70℃

### 効能
- 神経痛、リウマチ、胃腸病など

※ 効能は万人に対してその効果を保障するものではない。

## アクセス
- 鉄道・バス：JR九州久大本線豊後中村駅から日田バスくじゅう登山口行きで約40分、湯坪停留所下車
- 車：大分自動車道九重ICから県道40号を湯坪方面へ約18km